# Seizième circonscription des Bouches-du-Rhône
La seizième circonscription des Bouches-du-Rhône est représentée dans la XVIIe législature par Emmanuel Taché de la Pagerie.

## Description géographique et démographique

### 1986-2012
La seizième circonscription des Bouches-du-Rhône est située dans le sud-ouest du département, regroupant l'ensemble de la Camargue, dans le delta du Rhône. Centrée autour de la ville d'Arles, elle regroupe les cantons suivant :
- Canton d'Arles-Est
- Canton d'Arles-Ouest
- Canton de Port-Saint-Louis-du-Rhône
- Canton des Saintes-Maries-de-la-Mer
- Canton de Tarascon
- Ainsi que la commune de Miramas

### Depuis 2012
Depuis le Redécoupage des circonscriptions législatives françaises de 2010, la circonscription comprend les cantons suivant :
- canton d'Arles-Est
- canton d'Arles-Ouest
- canton d'Istres-Nord
- canton de Saintes-Maries-de-la-Mer
- canton de Tarascon

| Nom                        | Code Insee | Intercommunalité                   | Superficie (km2) | Population (dernière pop. légale) | Densité (hab./km2) |
| -------------------------- | ---------- | ---------------------------------- | ---------------- | --------------------------------- | ------------------ |
| Arles                      | 13004      | CA Arles-Crau-Camargue-Montagnette | 758,93           | 51 156 (2022)                     | 67                 |
| Boulbon                    | 13017      | CA Arles-Crau-Camargue-Montagnette | 19,33            | 1 531 (2022)                      | 79                 |
| Fontvieille                | 13038      | CC Vallée des Baux-Alpilles        | 40,18            | 3 555 (2022)                      | 88                 |
| Istres                     | 13047      | Métropole d'Aix-Marseille-Provence | 113,73           | 44 044 (2022)                     | 387                |
| Mas-Blanc-des-Alpilles     | 13057      | CC Vallée des Baux-Alpilles        | 1,57             | 537 (2022)                        | 342                |
| Miramas                    | 13063      | Métropole d'Aix-Marseille-Provence | 25,74            | 25 891 (2022)                     | 1 006              |
| Saint-Étienne-du-Grès      | 13094      | CC Vallée des Baux-Alpilles        | 29,04            | 2 480 (2022)                      | 85                 |
| Saint-Martin-de-Crau       | 13097      | CA Arles-Crau-Camargue-Montagnette | 214,87           | 13 962 (2022)                     | 65                 |
| Saint-Pierre-de-Mézoargues | 13061      | CA Arles-Crau-Camargue-Montagnette | 4,13             | 228 (2022)                        | 55                 |
| Saintes-Maries-de-la-Mer   | 13096      | CA Arles-Crau-Camargue-Montagnette | 374,61           | 2 278 (2022)                      | 6,1                |
| Tarascon                   | 13108      | CA Arles-Crau-Camargue-Montagnette | 73,97            | 15 525 (2022)                     | 210                |

- fraction de la commune d'Istres incluse dans la circonscription (ancien Canton d'Istres-Nord) : 10 755 habitants

La population légale au sein de cette circonscription en 2022 est de 127 898 habitants.

## Historique des résultats
| Législature | Début de mandat | Fin de mandat | Député                              | Parti politique | Observations |
| ----------- | --------------- | ------------- | ----------------------------------- | --------------- | --- |
| VIIIe       | 2 avril 1986    | 14 mai 1988   | Aucun                               | Aucun           | Proportionnelle par département, pas de député par circonscription. Mandat écourté à la suite d'une dissolution parlementaire décidée par François Mitterrand.                                                              |
| IXe         | 23 juin 1988    | 2 mai 1992    | Michel Vauzelle François Bernardini | PS              | Président de la commission des Affaires étrangères de l'Assemblée nationale de 1989 à 1992, Maire d'Arles, son suppléant lui succède après son entrée au gouvernement en tant que Garde des Sceaux, ministre de la Justice. |
| IXe         | 3 mai 1992      | 2 avril 1993  | François Bernardini                 | PS              | Président de la commission des Affaires étrangères de l'Assemblée nationale de 1989 à 1992, Maire d'Arles, son suppléant lui succède après son entrée au gouvernement en tant que Garde des Sceaux, ministre de la Justice. |
| Xe          | 2 avril 1993    | 21 avril 1997 | Thérèse Aillaud                     | apparentée RPR  | Maire de Tarascon Mandat écourté à la suite d'une dissolution parlementaire décidée par Jacques Chirac. |
| XIe         | 12 juin 1997    | 18 juin 2002  | Michel Vauzelle                     | PS              | Maire d'Arles |
| XIIe        | 19 juin 2002    | 19 juin 2007  | Roland Chassain                     | UMP             | Maire des Saintes-Maries-de-la-Mer, conseiller général |
| XIIIe       | 20 juin 2007    | 19 juin 2012  | Michel Vauzelle                     | PS              | Président du Conseil régional de Provence-Alpes-Côte d'Azur |
| XIVe        | 20 juin 2012    | 20 juin 2017  | Michel Vauzelle                     | PS              | Président du Conseil régional de Provence-Alpes-Côte d'Azur |
| XVe         | 21 juin 2017    | 21 juin 2022  | Monica Michel                       | REM             | |
| XVIe        | 22 juin 2022    | 9 juin 2024   | Emmanuel Taché de la Pagerie        | RN              | Conseiller municipal de Palaiseau Mandat écourté à la suite d'une dissolution parlementaire décidée par Emmanuel Macron. |

## Historique des élections

### Élections de 1988
| Candidat                                | Candidat            | Parti          | Premier tour | Premier tour | Second tour | Second tour |  |
| Candidat                                | Candidat            | Parti          | Voix         | %            | Voix        | %           |  |
| --------------------------------------- | ------------------- | -------------- | ------------ | ------------ | ----------- | ----------- |  |
|                                         | Michel Vauzelle élu | PS             | 14 363       | 28,88        | 27 349      | 54,70       |  |
|                                         | Vincent Porelli     | PCF            | 13 305       | 26,76        | Retrait     | Retrait     |  |
|                                         | Thérèse Aillaud     | UDF (URC)      | 12 655       | 25,45        | 22 647      | 45,30       |  |
|                                         | Francis Agostini    | FN             | 8 292        | 16,67        |             |             |  |
|                                         | Jean Demarquet      | Extrême droite | 1 114        | 2,24         |             |             |  |
|                                         |                     |                |              |              |             |             |  |
| Inscrits                                | Inscrits            | Inscrits       | 73 660       | 100,00       | 73 692      | 100,00      |  |
| Abstentions                             | Abstentions         | Abstentions    | 23 079       | 31,33        | 21 592      | 29,3        |  |
| Votants                                 | Votants             | Votants        | 50 581       | 68,67        | 52 100      | 70,7        |  |
| Blancs et nuls                          | Blancs et nuls      | Blancs et nuls | 852          | 1,68         | 2 104       | 4,04        |  |
| Exprimés                                | Exprimés            | Exprimés       | 49 729       | 98,32        | 49 996      | 95,96       |  |
| Source : Le Monde du 7 juin 1988, p. 16 |                     |                |              |              |             |             |  |

François Bernardini, adjoint au maire d'Istres, était le suppléant de Michel Vauzelle. François Bernardini remplaça Michel Vauzelle, nommé membre du gouvernement, du 3 mai 1992 au 1er avril 1993.

### Élections de 1993
| Candidat       | Candidat                | Parti          | Premier tour | Premier tour | Second tour | Second tour |  |
| Candidat       | Candidat                | Parti          | Voix         | %            | Voix        | %           |  |
| -------------- | ----------------------- | -------------- | ------------ | ------------ | ----------- | ----------- |  |
|                | Thérèse Aillaud élue    | app. RPR       | 15 701       | 31,46        | 25 022      | 51,99       |  |
|                | Michel Vauzelle sortant | PS (ADFP)      | 10 119       | 20,27        | 23 104      | 48,01       |  |
|                | Vincent Porelli         | PCF            | 9 445        | 18,92        | Retrait     | Retrait     |  |
|                | Gérard David            | FN             | 7 905        | 15,84        |             |             |  |
|                | Catherine Levraud       | Les Verts (EÉ) | 3 749        | 7,51         |             |             |  |
|                | Ilio Guidi              | LT-LNÉ         | 1 234        | 2,47         |             |             |  |
|                | Jean-Louis Savoret      | Divers         | 1 031        | 2,07         |             |             |  |
|                | Jacques Guintoli        | Divers         | 730          | 1,46         |             |             |  |
|                |                         |                |              |              |             |             |  |
| Inscrits       | Inscrits                | Inscrits       | 75 343       | 100,00       | 75 331      | 100,00      |  |
| Abstentions    | Abstentions             | Abstentions    | 22 878       | 30,37        | 22 078      | 29,31       |  |
| Votants        | Votants                 | Votants        | 52 465       | 69,63        | 53 253      | 70,69       |  |
| Blancs et nuls | Blancs et nuls          | Blancs et nuls | 2 551        | 4,86         | 5 127       | 9,63        |  |
| Exprimés       | Exprimés                | Exprimés       | 49 914       | 95,14        | 48 126      | 90,37       |  |

Bernard Quilici, conseiller municipal d'Arles, était le suppléant de Thérèse Aillaud.

### Élections de 1997
| Candidat                     | Candidat                 | Parti                 | Premier tour | Premier tour | Second tour | Second tour |  |
| Candidat                     | Candidat                 | Parti                 | Voix         | %            | Voix        | %           |  |
| ---------------------------- | ------------------------ | --------------------- | ------------ | ------------ | ----------- | ----------- |  |
|                              | Michel Vauzelle élu      | PS                    | 13 136       | 25,79        | 27 217      | 49,58       |  |
|                              | David Gérard             | FN                    | 11 345       | 22,27        | 11 163      | 20,34       |  |
|                              | Thérèse Aillaud sortante | app. RPR              | 11 081       | 21,75        | 16 515      | 30,08       |  |
|                              | Georges Thorrand         | PCF                   | 9 141        | 17,94        |             |             |  |
|                              | Monique Doustaly         | LDI (MPF)             | 1 304        | 2,56         |             |             |  |
|                              | Roger Perrayon           | Les Verts             | 1 160        | 2,28         |             |             |  |
|                              | Guy Dubost               | LO                    | 1 098        | 2,16         |             |             |  |
|                              | Bernard Pignolo          | GÉ                    | 822          | 1,61         |             |             |  |
|                              | Gérard Geron             | Extrême gauche (SÉGA) | 794          | 1,56         |             |             |  |
|                              | Françoise Raduget        | Divers droite         | 543          | 1,07         |             |             |  |
|                              | Jean-Marie Pascal        | MDC                   | 407          | 0,80         |             |             |  |
|                              | René Magnac              | Divers                | 113          | 0,22         |             |             |  |
|                              |                          |                       |              |              |             |             |  |
| Inscrits                     | Inscrits                 | Inscrits              | 75 775       | 100,00       | 75 772      | 100,00      |  |
| Abstentions                  | Abstentions              | Abstentions           | 22 630       | 29,86        | 18 842      | 24,87       |  |
| Votants                      | Votants                  | Votants               | 53 145       | 70,14        | 56 930      | 75,13       |  |
| Blancs et nuls               | Blancs et nuls           | Blancs et nuls        | 2 201        | 4,14         | 2 035       | 3,57        |  |
| Exprimés                     | Exprimés                 | Exprimés              | 50 944       | 95,86        | 54 895      | 96,43       |  |
| Source : Assemblée nationale |                          |                       |              |              |             |             |  |

Le suppléant de Michel Vauzelle était Claude Vulpian, agriculteur, conseiller général du canton d'Arles-Est, maire de Saint-Martin-de-Crau.

### Élections de 2002
| Candidat                     | Candidat                | Parti                   | Premier tour | Premier tour | Second tour | Second tour |  |
| Candidat                     | Candidat                | Parti                   | Voix         | %            | Voix        | %           |  |
| ---------------------------- | ----------------------- | ----------------------- | ------------ | ------------ | ----------- | ----------- |  |
|                              | Michel Vauzelle sortant | PS                      | 17 942       | 36,10        | 22 540      | 49,02       |  |
|                              | Roland Chassain élu     | UMP                     | 15 212       | 30,61        | 23 439      | 50,98       |  |
|                              | Jeannie Audoly          | FN                      | 9 842        | 19,80        |             |             |  |
|                              | Jean-Marie Scifo        | CPNT                    | 2 320        | 4,67         |             |             |  |
|                              | Jean-Noël Houssais      | MNR                     | 1 035        | 2,08         |             |             |  |
|                              | Christian Schwab        | LCR                     | 847          | 1,70         |             |             |  |
|                              | Thierry Maille          | Divers                  | 590          | 1,19         |             |             |  |
|                              | Meryl Pecheux           | Divers écologiste       | 522          | 1,05         |             |             |  |
|                              | Yves Daien              | LO                      | 390          | 0,78         |             |             |  |
|                              | Christine Crouzet       | Divers écologiste       | 306          | 0,62         |             |             |  |
|                              | Bernard Pignolo         | Divers écologiste (MÉI) | 193          | 0,39         |             |             |  |
|                              | Sara Cheze              | Extrême gauche (PT)     | 161          | 0,32         |             |             |  |
|                              | Bernard Vaton           | Régionaliste            | 135          | 0,27         |             |             |  |
|                              | Alain Greco             | Divers écologiste       | 108          | 0,22         |             |             |  |
|                              | Christian Lartaud       | Divers écologiste (GÉ)  | 99           | 0,20         |             |             |  |
|                              |                         |                         |              |              |             |             |  |
| Inscrits                     | Inscrits                | Inscrits                | 75 775       | 100,00       | 75 772      | 100,00      |  |
| Abstentions                  | Abstentions             | Abstentions             | 22 630       | 29,86        | 18 842      | 24,87       |  |
| Votants                      | Votants                 | Votants                 | 53 145       | 70,14        | 56 930      | 75,13       |  |
| Blancs et nuls               | Blancs et nuls          | Blancs et nuls          | 2 201        | 4,14         | 2 035       | 3,57        |  |
| Exprimés                     | Exprimés                | Exprimés                | 50 944       | 95,86        | 54 895      | 96,43       |  |
| Source : Assemblée nationale |                         |                         |              |              |             |             |  |

Le suppléant de Roland Chassain était Jean Vernet, conseiller municipal d'Arles, ancien chef d'entreprise.

### Élections de 2007
| Candidat       | Candidat                | Parti             | Premier tour | Premier tour | Second tour | Second tour |  |
| Candidat       | Candidat                | Parti             | Voix         | %            | Voix        | %           |  |
| -------------- | ----------------------- | ----------------- | ------------ | ------------ | ----------- | ----------- |  |
|                | Roland Chassain sortant | UMP               | 19 819       | 39,41        | 24 923      | 47,68       |  |
|                | Michel Vauzelle élu     | PS                | 16 289       | 32,39        | 27 352      | 52,32       |  |
|                | Jean-Marc Charrier      | PCF               | 3 625        | 7,21         |             |             |  |
|                | Viviane Ricard          | FN                | 3 335        | 6,63         |             |             |  |
|                | Gilles Ayme             | UDF–MoDem         | 2 323        | 4,62         |             |             |  |
|                | Bruno Leclerc           | Extrême gauche    | 1 043        | 2,07         |             |             |  |
|                | Jean-Marie Scifo        | CPNT              | 1 010        | 2,01         |             |             |  |
|                | Naïma Fettal            | Les Verts         | 552          | 1,10         |             |             |  |
|                | Jean-Flora Nosibor      | Divers écologiste | 445          | 0,88         |             |             |  |
|                | Michel Psychopoulos     | MPF               | 421          | 0,84         |             |             |  |
|                | Laurence Deleuze        | Extrême gauche    | 320          | 0,64         |             |             |  |
|                | Jean-Noël Houssais      | MNR               | 294          | 0,58         |             |             |  |
|                | Guy Dubost              | Extrême gauche    | 265          | 0,53         |             |             |  |
|                | Andrée d'Agostino       | Divers écologiste | 257          | 0,51         |             |             |  |
|                | Chantal Valette         | Divers            | 195          | 0,39         |             |             |  |
|                | Romain Bodo             | Divers droite     | 100          | 0,20         |             |             |  |
|                |                         |                   |              |              |             |             |  |
| Inscrits       | Inscrits                | Inscrits          | 84 630       | 100,00       | 84 621      | 100,00      |  |
| Abstentions    | Abstentions             | Abstentions       | 33 493       | 39,58        | 30 762      | 36,35       |  |
| Votants        | Votants                 | Votants           | 51 137       | 60,42        | 53 859      | 63,65       |  |
| Blancs et nuls | Blancs et nuls          | Blancs et nuls    | 844          | 1,65         | 1 584       | 2,94        |  |
| Exprimés       | Exprimés                | Exprimés          | 50 293       | 98,35        | 52 275      | 97,06       |  |

Le suppléant de Michel Vauzelle était Claude Vulpian.

### Élections de 2012
| Candidat       | Candidat                      | Parti                    | Premier tour | Premier tour | Second tour | Second tour |  |
| Candidat       | Candidat                      | Parti                    | Voix         | %            | Voix        | %           |  |
| -------------- | ----------------------------- | ------------------------ | ------------ | ------------ | ----------- | ----------- |  |
|                | Michel Vauzelle sortant réélu | PS                       | 19 828       | 38,40        | 26 814      | 51,29       |  |
|                | Valérie Laupies               | RBM (FN)                 | 14 967       | 28,98        | 25 469      | 48,71       |  |
|                | Roland Chassain               | UMP                      | 11 681       | 22,62        | Retrait,    | Retrait,    |  |
|                | Emmanuelle Bonhomme           | FG (Divers gauche) (PCF) | 3 425        | 6,63         |             |             |  |
|                | Salim Djerari                 | EÉLV                     | 1 217        | 2,36         |             |             |  |
|                | Guy Dubost                    | LO                       | 260          | 0,50         |             |             |  |
|                | Bernard Pignolo               | Cap21                    | 145          | 0,28         |             |             |  |
|                | Christian Régis               | POI                      | 115          | 0,22         |             |             |  |
|                | Mireille Haas                 | MNR                      | 0            | 0,00         |             |             |  |
|                |                               |                          |              |              |             |             |  |
| Inscrits       | Inscrits                      | Inscrits                 | 88 594       | 100,00       | 88 592      | 100,00      |  |
| Abstentions    | Abstentions                   | Abstentions              | 36 180       | 40,84        | 34 127      | 38,52       |  |
| Votants        | Votants                       | Votants                  | 52 414       | 59,16        | 54 465      | 61,48       |  |
| Blancs et nuls | Blancs et nuls                | Blancs et nuls           | 776          | 1,48         | 2 182       | 4,01        |  |
| Exprimés       | Exprimés                      | Exprimés                 | 51 638       | 98,52        | 52 283      | 95,99       |  |

Le suppléant de Michel Vauzelle était Frédéric Vigouroux, fonctionnaire, conseiller général du canton d'Istres-Nord, maire de Miramas.

### Élections de 2017
Michel Vauzelle est le député sortant (PS).
|                                                                                   | |                           |                           |                          |                          |
|                                                                                   | | Premier tour 11 juin 2017 | Premier tour 11 juin 2017 | Second tour 18 juin 2017 | Second tour 18 juin 2017 |
|                                                                                   | |                           |                           |                          |                          |
|                                                                                   | | Nombre                    | % des inscrits            | Nombre                   | % des inscrits           |
| Inscrits                                                                          | Inscrits                                                                                                   | 90 621                    | 100,00                    | 90 614                   | 100,00                   |
| Abstentions                                                                       | Abstentions                                                                                                | 47 598                    | 52,52                     | 51 158                   | 56,46                    |
| Votants                                                                           | Votants | 43 023                    | 47,48                     | 39 456                   | 43,54                    |
|                                                                                   | |                           | % des votants             |                          | % des votants            |
| Bulletins blancs                                                                  | Bulletins blancs                                                                                           | 669                       | 1,55                      | 2 399                    | 6,08                     |
| Bulletins nuls                                                                    | Bulletins nuls                                                                                             | 315                       | 0,73                      | 1 211                    | 3,07                     |
| Suffrages exprimés                                                                | Suffrages exprimés                                                                                         | 42 039                    | 97,71                     | 35 846                   | 90,85                    |
|                                                                                   | |                           |                           |                          |                          |
| Candidat Étiquette politique (partis et alliances)                                | Candidat Étiquette politique (partis et alliances)                                                         | Voix                      | % des exprimés            | Voix                     | % des exprimés           |
|                                                                                   | |                           |                           |                          |                          |
|                                                                                   | Valérie Laupies Front national                                                                             | 11 951                    | 28,43                     | 17 505                   | 48,83                    |
|                                                                                   | Monica Michel La République en marche                                                                      | 11 351                    | 27,00                     | 18 341                   | 51,17                    |
|                                                                                   | Gérard Géron La France insoumise                                                                           | 6 662                     | 15,85                     |                          |                          |
|                                                                                   | Marie-Pierre Callet Les Républicains (Union des démocrates et indépendants)                                | 5 734                     | 13,64                     |                          |                          |
|                                                                                   | Nora Mebarek Parti socialiste                                                                              | 2 447                     | 5,82                      |                          |                          |
|                                                                                   | François Vignaud Divers                                                                                    | 1 142                     | 2,72                      |                          |                          |
|                                                                                   | Alice Greetham Écologiste (Mouvement écologiste indépendant - Le Trèfle - Mouvement hommes animaux nature) | 961                       | 2,29                      |                          |                          |
|                                                                                   | Laura Tamborini Debout la France                                                                           | 646                       | 1,54                      |                          |                          |
|                                                                                   | Guy Dubost Lutte ouvrière                                                                                  | 435                       | 1,03                      |                          |                          |
|                                                                                   | Catherine Sibert Divers (Parti animaliste)                                                                 | 310                       | 0,74                      |                          |                          |
|                                                                                   | Cyrille Ragonet Divers (Union populaire républicaine)                                                      | 209                       | 0,50                      |                          |                          |
|                                                                                   | Rachid Mokran Écologiste (Mouvement 100 %)                                                                 | 120                       | 0,29                      |                          |                          |
|                                                                                   | Jules-Adrien Griffoul Divers (Allons enfants)                                                              | 71                        | 0,17                      |                          |                          |
| Source : Ministère de l'Intérieur - Seizième circonscription des Bouches-du-Rhône | |                           |                           |                          |                          |

Le suppléant de Monica Michel était Jérôme Santilli, fonctionnaire territorial, conseiller municipal de Saint-Martin-de-Crau.

### Élections de 2022
Les élections législatives françaises de 2022 se déroulent les dimanches 12 et 19 juin 2022.
| Résultats des élections législatives des 12 et 19 juin 2022 de la 16e circonscription des Bouches-du-Rhône |                              |                          |                          |              |              |             |             |
| Candidat                                                                                                   | Candidat                     | Parti et coalition       | Nuance                   | Premier tour | Premier tour | Second tour | Second tour |
| Candidat                                                                                                   | Candidat                     | Parti et coalition       | Nuance                   | Voix         | %            | Voix        | %           |
| | Emmanuel Taché de la Pagerie | RN                       | RN                       | 12 324       | 30,86        | 20 820      | 54,94       |
| | Christophe Caillault         | PS (NUPES)               | NUP                      | 10 673       | 26,73        | 17 077      | 45,06       |
| | Mariana Caillaud             | LREM (ENS)               | ENS                      | 9 970        | 24,97        |             |             |
| | Jean-Guillaume Remise        | REC                      | REC                      | 2 746        | 6,88         |             |             |
| | Valérie Laupies              | LP (UPF)                 | DSV                      | 1 440        | 3,61         |             |             |
| | Grégory Sanchez              | EAC                      | ECO                      | 1 227        | 3,07         |             |             |
| | Cédric Cesari                | PA                       | ECO                      | 607          | 1,52         |             |             |
| | Guy Dubost                   | LO                       | DXG                      | 493          | 1,23         |             |             |
| | Sylvie Pasquini              | NPA                      | DXG                      | 452          | 1,13         |             |             |
| | Jean-Baptiste Meloni         | DIV                      | DIV                      | 2            | 0,01         |             |             |
| Votes valides                                                                                              | Votes valides                | Votes valides            | Votes valides            | 39 934       | 97,23        | 37 897      | 90,62       |
| Votes blancs                                                                                               | Votes blancs                 | Votes blancs             | Votes blancs             | 793          | 1,93         | 2 808       | 6,71        |
| Votes nuls                                                                                                 | Votes nuls                   | Votes nuls               | Votes nuls               | 344          | 0,84         | 1 116       | 2,67        |
| Total | Total                        | Total                    | Total                    | 41 071       | 100          | 41 821      | 100         |
| Abstention                                                                                                 | Abstention                   | Abstention               | Abstention               | 50 673       | 55,23        | 49 943      | 54,43       |
| Inscrits / participation                                                                                   | Inscrits / participation     | Inscrits / participation | Inscrits / participation | 91 744       | 44,77        | 91 764      | 45,57       |

La suppléante d'Emmanuel Taché de La Pagerie était Valérie Villanove, conseillère municipale d'Arles.

### Élections de 2024
| Candidat                 | Candidat                     | Parti et coalition       | Nuance                   | Premier tour | Premier tour | Second tour | Second tour |
| Candidat                 | Candidat                     | Parti et coalition       | Nuance                   | Voix         | %            | Voix        | %           |
| ------------------------ | ---------------------------- | ------------------------ | ------------------------ | ------------ | ------------ | ----------- | ----------- |
|                          | Emmanuel Taché de la Pagerie | RN                       | RN                       | 28 179       | 47,12        | 32 359      | 56,13       |
|                          | Nicolas Koukas               | PCF (NFP)                | UG                       | 17 896       | 29,92        | 25 296      | 43,87       |
|                          | Marion Biscione              | MoDem (ENS)              | ENS                      | 8 900        | 14,88        |             |             |
|                          | Alain Bernardet              | LR                       | LR                       | 3 217        | 5,38         |             |             |
|                          | Florent Seddik               | REC                      | REC                      | 712          | 1,19         |             |             |
|                          | Guy Dubost                   | LO                       | EXG                      | 505          | 0,84         |             |             |
|                          | Samir Bouziani               | Équinoxe                 | ECO                      | 396          | 0,66         |             |             |
|                          |                              |                          |                          |              |              |             |             |
| Suffrages exprimés       | Suffrages exprimés           | Suffrages exprimés       | Suffrages exprimés       | 59 805       | 97,15        | 57 655      | 92,74       |
| Votes blancs             | Votes blancs                 | Votes blancs             | Votes blancs             | 1 088        | 1,77         | 3 283       | 5,28        |
| Votes nuls               | Votes nuls                   | Votes nuls               | Votes nuls               | 667          | 1,08         | 1 233       | 1,98        |
| Total                    | Total                        | Total                    | Total                    | 61 560       | 100          | 62 171      | 100         |
| Abstention               | Abstention                   | Abstention               | Abstention               | 30 124       | 32,86        | 29 536      | 32,21       |
| Inscrits / participation | Inscrits / participation     | Inscrits / participation | Inscrits / participation | 91 684       | 67,14        | 91 707      | 67,79       |

La suppléante d'Emmanuel Taché de La Pagerie est Valérie Villanove.